# ブラジル・オープン
ブラジル・オープン（Brasil Open）は、ブラジル・サンパウロにて開催されていたATP250シリーズのテニストーナメントである。

## 歴代優勝者

### 男子シングルス
| 開催地             | 年   | 優勝者                       | 準優勝者                       | 試合結果            |
| ------------------ | ---- | ---------------------------- | ------------------------------ | ------------------- |
| サンパウロ         | 2019 | ギド・ペラ                   | クリスチャン・ガリン           | 7–5, 6–3            |
| サンパウロ         | 2018 | ファビオ・フォニーニ         | ニコラス・ジャリー             | 1–6, 6–1, 6–4       |
| サンパウロ         | 2017 | パブロ・クエバス             | アルベルト・ラモス＝ビニョラス | 6–7(3), 6–4, 6–4    |
| サンパウロ         | 2016 | パブロ・クエバス             | パブロ・カレーニョ・ブスタ     | 7–6(4), 6–3         |
| サンパウロ         | 2015 | パブロ・クエバス             | ルカ・ヴァンニ                 | 6–4, 3–6, 7–6(4)    |
| サンパウロ         | 2014 | フェデリコ・デルボニス       | パオロ・ロレンツィ             | 4–6, 6–3, 6–4       |
| サンパウロ         | 2013 | ラファエル・ナダル           | ダビド・ナルバンディアン       | 6–2, 6–3            |
| サンパウロ         | 2012 | ニコラス・アルマグロ         | フィリッポ・ボランドリ         | 6–3, 4–6, 6–4       |
| コスタ・ド・サイペ | 2011 | ニコラス・アルマグロ         | アレクサンドル・ドルゴポロフ   | 6–3, 7–6(3)         |
| コスタ・ド・サイペ | 2010 | フアン・カルロス・フェレーロ | ルカシュ・クボット             | 6–1, 6–0            |
| コスタ・ド・サイペ | 2009 | トミー・ロブレド             | トマス・ベルッシ               | 6–3, 3–6, 6–4       |
| コスタ・ド・サイペ | 2008 | ニコラス・アルマグロ         | カルロス・モヤ                 | 7–6(4), 3–6, 7–5    |
| コスタ・ド・サイペ | 2007 | ギリェルモ・カナス           | フアン・カルロス・フェレーロ   | 7–6(4), 6–1         |
| コスタ・ド・サイペ | 2006 | ニコラス・マスー             | アルベルト・マルティン         | 6–3, 6–4            |
| コスタ・ド・サイペ | 2005 | ラファエル・ナダル           | アルベルト・マルティン         | 6–0, 6–7(2), 6–1    |
| コスタ・ド・サイペ | 2004 | グスタボ・クエルテン         | アグスティン・カレリ           | 3–6, 6–2, 6–3       |
| コスタ・ド・サイペ | 2003 | シェング・シャルケン         | ライナー・シュットラー         | 6–2, 6–4            |
| コスタ・ド・サイペ | 2002 | グスタボ・クエルテン         | ギリェルモ・コリア             | 6–7(4), 7–5, 7–6(2) |
| コスタ・ド・サイペ | 2001 | ヤン・バツェク               | フェルナンド・メリジェニ       | 2–6, 7–6(2), 6–3    |

### 男子ダブルス
| 開催地             | 年   | 優勝者                                                | 準優勝者                                              | 試合結果            |
| ------------------ | ---- | ----------------------------------------------------- | ----------------------------------------------------- | ------------------- |
| サンパウロ         | 2019 | フェデリコ・デルボニス マキシモ・ゴンザレス           | ルーク・バンブリッジ ジョニー・オーマラ               | 6–4, 6–3            |
| サンパウロ         | 2018 | フェデリコ・デルボニス マキシモ・ゴンザレス           | ウェスリー・クールホフ アーテム・シタック             | 6–4, 6–2            |
| サンパウロ         | 2017 | ロジェリオ・ドゥトラ・シウバ アンドレ・サ             | マーカス・ダニエル マルセロ・デモリネル               | 7–6(5), 5–7, [10–7] |
| サンパウロ         | 2016 | フリオ・ペラルタ オラシオ・セバジョス                 | パブロ・カレーニョ・ブスタ タビド・マレーロ           | 4–6, 6–1, [10–5]    |
| サンパウロ         | 2015 | フアン・セバスティアン・カバル ロベルト・ファラ       | パオロ・ロレンツィ ディエゴ・シュワルツマン           | 6–4, 6–2            |
| サンパウロ         | 2014 | ギリェルモ・ガルシア＝ロペス フィリップ・オズワルド   | フアン・セバスティアン・カバル ロベルト・ファラ       | 5–7, 6–4, [15–13]   |
| サンパウロ         | 2013 | アレクサンダー・ペヤ ブルーノ・ソアレス               | フランティシェク・チェルマク ミハル・メルティナク     | 6–7(5), 6–2, [10–7] |
| サンパウロ         | 2012 | エリック・ブトラック ブルーノ・ソアレス               | ミハル・メルティナク アンドレ・サ                     | 3–6, 6–4, [10–8]    |
| コスタ・ド・サイペ | 2011 | マルセロ・メロ ブルーノ・ソアレス                     | パブロ・アンドゥハル ダニエル・ヒメノ＝トラベル       | 7–6(4), 6–3         |
| コスタ・ド・サイペ | 2010 | パブロ・クエバス マルセル・グラノリェルス             | ルカシュ・クボット オリバー・マラチ                   | 7–5, 6–4            |
| コスタ・ド・サイペ | 2009 | マルセル・グラノリェルス トミー・ロブレド             | ルーカス・アルノルド・カー フアン・モナコ             | 6–4, 7–5            |
| コスタ・ド・サイペ | 2008 | マルセロ・メロ アンドレ・サ                           | アルベルト・モンタニェス サンティアゴ・ベントゥーラ   | 4–6, 6–2, [10–7]    |
| コスタ・ド・サイペ | 2007 | ルーカス・ドロウヒー パベル・ビズネル                 | ルベン・ラミレス＝イダルゴ アルベルト・モンタニェス   | 6–2, 7–6(4)         |
| コスタ・ド・サイペ | 2006 | ルーカス・ドロウヒー パベル・ビズネル                 | マリウシュ・フィルステンベルク マルチン・マトコフスキ | 6–1, 4–6, [10–3]    |
| コスタ・ド・サイペ | 2005 | フランティシェク・チェルマク レオシュ・フリードル     | ホセ・アカスソ イグナシオ・ゴンザレス・キング         | 6–4, 6–4            |
| コスタ・ド・サイペ | 2004 | マリウシュ・フィルステンベルク マルチン・マトコフスキ | トーマス・ベーレント レオシュ・フリエドル             | 6–2, 6–2            |
| コスタ・ド・サイペ | 2003 | トッド・ペリー トーマス嶋田                           | スコット・ハンフリーズ マーク・マークレイン           | 6–2, 6–4            |
| コスタ・ド・サイペ | 2002 | スコット・ハンフリーズ マーク・マークレイン           | グスタボ・クエルテン アンドレ・サ                     | 6–3, 7–6(1)         |
| コスタ・ド・サイペ | 2001 | エンゾ・アルトーニ ダニエル・メロ                     | ガストン・エトリス ブレント・ヘイガース               | 6–3, 1–6, 7–6(5)    |

### 女子シングルス
| 開催地     | 年                   | 優勝者                 | 準優勝者           | 試合結果      |
| バイーア   |                      |                        |                    |               |
| ---------- | -------------------- | ---------------------- | ------------------ | ------------- |
| バイーア   | 2002                 | アナスタシア・ミスキナ | エレニ・ダニリドゥ | 6–3, 0–6, 6–2 |
| バイーア   | 2001                 | モニカ・セレシュ       | エレナ・ドキッチ   | 6–2, 6–3      |
| サンパウロ |                      |                        |                    |               |
| 2000       | リタ・クチ＝キス     | パオラ・スアレス       | 4–6, 6–4, 7–5      |               |
| 1999       | ファビオラ・スルアガ | パトリシア・ワーツシュ | 7–5, 4–6, 7–5      |               |

### 女子ダブルス
| 開催地     | 年                                  | 優勝者                                          | 準優勝者                                  | 試合結果         |
| バイーア   |                                     |                                                 |                                           |                  |
| ---------- | ----------------------------------- | ----------------------------------------------- | ----------------------------------------- | ---------------- |
| バイーア   | 2002                                | ビルヒニア・ルアノ・パスクアル パオラ・スアレス | エミリー・ロワ ロザンナ・デ・ロス・リオス | 6–4, 6–1         |
| バイーア   | 2001                                | アマンダ・クッツァー ロリ・マクニール           | ニコル・アレント パトリシア・タラビーニ   | 6–7(8), 6–2, 6–4 |
| サンパウロ |                                     |                                                 |                                           |                  |
| 2000       | ラウラ・モンタルボ パオラ・スアレス | フロレンシア・ラバト ヤネッテ・フサロバ         | 5–7, 6–4, 6–3                             |                  |
| 1999       | ラウラ・モンタルボ パオラ・スアレス | フロレンシア・ラバト ヤネッテ・フサロバ         | 6–7(1), 7–5, 7–5                          |                  |